# John Burdon Sanderson Haldane
John Burdon Sanderson Haldane FRS (n. 5 noiembrie 1892 în Edinburgh– d. 1 decembrie 1964 în Bhubaneshwar în Statul Orissa, India), cunoscut ca Jack, dar care a semnat operele sale cu acronimul J.B.S. a fost un biolog evoluționar și genetician scoțian și ulterior indian, care s-a născut în Scoția și a studiat la Colegiul Eton și la Universitatea Oxford.
Printre multe contribuții la teoria evoluției biologice, J.B.S. Haldane este, alături de Ronald Fisher și Sewall Wright, unul din creatorii conceptului de Genetica populaţiilor.